# Bombus appositus
Bombus appositus es una especie de abejorro. Es nativa del oeste de Norteamérica, incluyendo el oeste de Canadá y el oeste de Estados Unidos.
Vive en hábitats abiertos, como praderas y laderas. Anida bajo tierra o en la superficie. Los machos se congregan para buscar pareja. Se alimenta de plantas de una variedad de taxones, incluyendo Agastache, cardos, gencianas, Orthocarpus, Oxytropis, Penstemon, y tréboles,  favorece especialmente a Delphinium barbeyi y sirve como uno de los principales polinizadores de la planta.
Esta especie es huésped de Bombus insularis, una especie de abejorro cuco.